# Izbori za Carevinsko vijeće 1907.
Izbori za Carevinsko vijeće održali su se 14. svibnja 1907. godine. 

## Kraljevina Dalmacija
Kraljevina Dalmacija dala je ove zastupnike:
- 1. izborni kotar Zadar – Pag – Rab – Biograd: don Ivo Prodan, Stranka prava
- 2. izborni kotar Benkovac – Kistanje – Obrovac – Knin: dr Dušan Baljak, predloženik Srpske stranke
- 3. izbornom kotaru Šibenik – Tisno – Skradin dr. Ante Dulibić, Hrvatska stranka (poslije se pridružio Stranci prava)
- 4. izborni kotar Drniš – Trogir – općina Promina: dr Vicko Ivčević, Hrvatska stranka
- 5. izborni kotar Sinj – Vrlika: don Frane Ivanišević, Hrvatska stranka
- 6. izborni kotar Split: don Frane Bulić, izvanstranački kandidat
- 7. izborni kotar Imotski – Omiš:  prof. fra Josip Virgil Perić, Stranka prava
- 8. izborni kotar Hvar – Vis – Brač – Starigrad: dr Ante Tresić Pavičić, Hrvatska stranka
- 9. izborni kotar Makarska – Vrgorac – Metković – Pelješac: Ante Vuković-Vučidolski, Hrvatska stranka
- 10. izborni kotar Dubrovnik – Korčula – Cavtat – Ston – općina Orebić: don Juraj Biankini, Hrvatska stranka
- 11. izborni kotar Kotor – Perast – Budva – Herceg: Miho Bjeladinović, Srpska stranka